# Sint-Laurentiuskerk (Oostmalle)

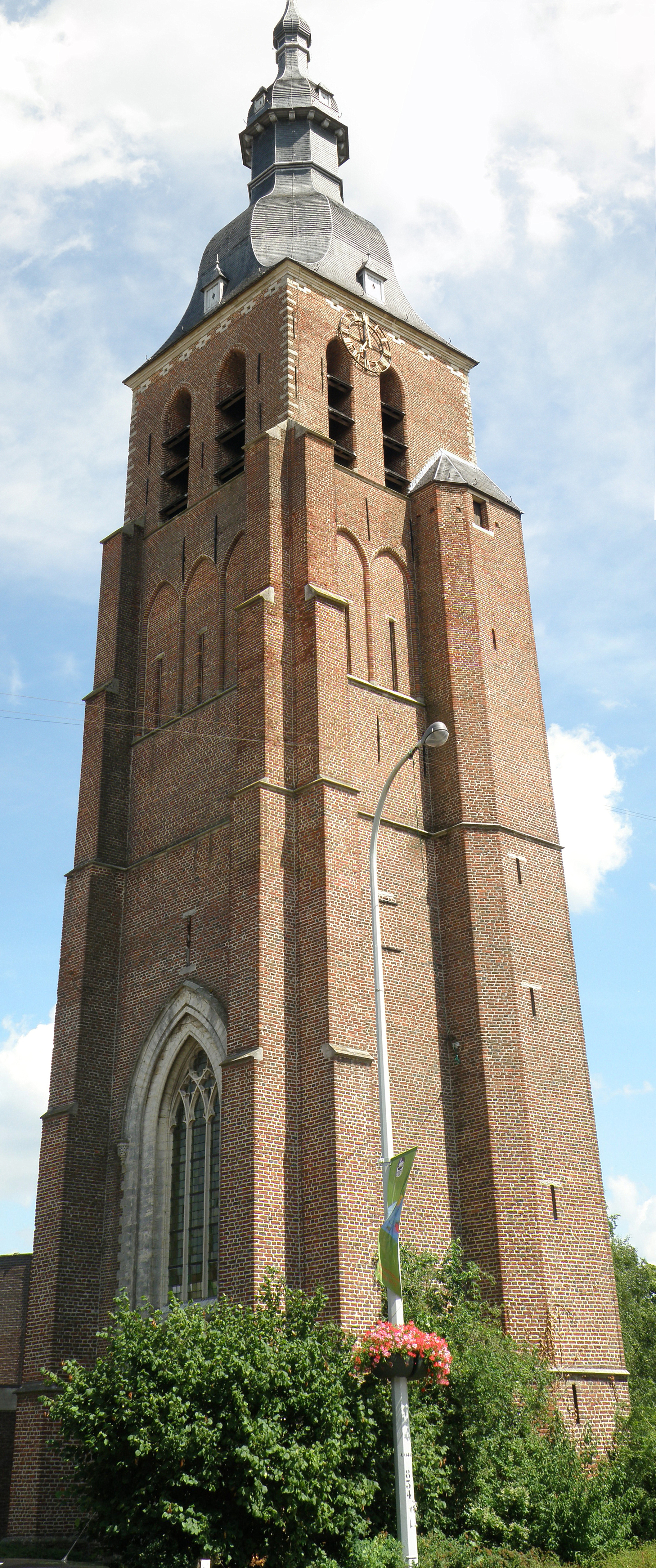
Toren van de Sint-Laurentiuskerk

De Sint-Laurentiuskerk is de parochiekerk van de tot de Antwerpse gemeente Malle behorende plaats Oostmalle.

## Geschiedenis
Oorspronkelijk was er een slotkapel en die was oorspronkelijk aan Sint-Nicolaas gewijd. Waarschijnlijk in de 14e eeuw werd Oostmalle een zelfstandige parochie. Uiteindelijk kwam er een laatgotische kerk met een toren van 1602. Deze toren werd in 1681 getroffen door brand en in 1683 herbouwd.
In 1967 werd Oostmalle getroffen door een tornado, waarbij een 150-tal huizen en ook de kerk werden verwoest. De toren bleef staan, maar de kerk werd niet herbouwd. In plaats daarvan werd een modern kerkgebouw opgericht dat in 1973 in gebruik werd genomen.
In 1976 werd de -nu losstaande- toren beschermd als monument en in 1980-1981 werd hij gerestaureerd.

## Toren
Het betreft een vierkante bakstenen toren van vier geledingen en een met leien bedekte, peervormige spits.